# Es Castellàs des Caparrot de Forma
Es castellàs des Caparrot de Forma, és un indret arqueològic prehistòric situat a la costa sud de Menorca i declarat Bé d'Interès Cultural (BIC). Està situat prop de la urbanització des Canutells, i conté dos jaciments de cronologies i funcions diferents.

## Prehistòria

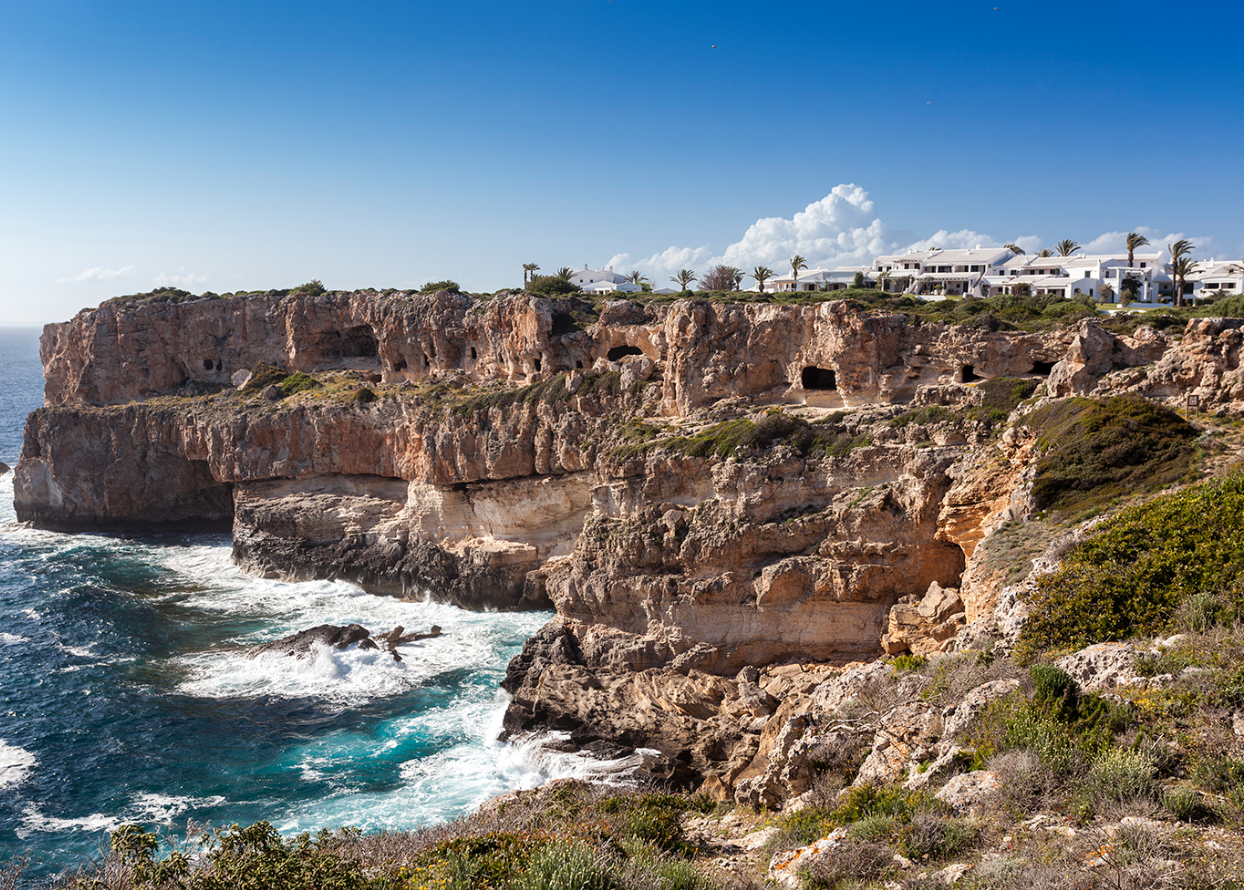
Necròpolis d'hipogeus als penyals d'Es Canutells

### Necròpolis
Per una banda, als penyasegats hi ha una necròpolis formada per 23 coves artificials o hipogeus de l'edat del ferro. Als peus del penya-segat, tant en el costat est com en el costat oest, es localitzen alguns hipogeus funeraris de l'edat del ferro, excavats a la roca, i gràcies a això es va poder recuperar informació sobre l'ús funerari d'aquests espais.

### Assentament
Per altra banda, al cap costaner hi ha un assentament de l'edat del bronze final, que destaca per la gran muralla que tanca l'accés cap al cap costaner des de la banda de terra. A l'interior de l'espai tancat per la gran murada de construcció ciclòpia s'hi poden observar algunes estructures que corresponen a cases. Durant l'excavació s'hi van poder documentar algunes llars de foc, així com una gran cisterna que s'hauria utilitzat per recollir l'aigua de pluja. Les excavacions també han permès recuperar restes de ceràmica prehistòrica de Menorca pertanyents als atuells que els seus habitants utilitzaven en la vida diària, així com algun moló o molins de mà per moldre els cereals. A més, han aparegut ossos d'animals que van formar part de la seva dieta alimentària, entre els quals cabres, ovelles, vaques i porcs. Les datacions de carboni 14 realitzades sobre ossos d'animals domèstics recollits durant les darreres campanyes d'excavació han donat una cronologia que se situa entre el 1200 i el 1000 aC.

## Usos contemporanis

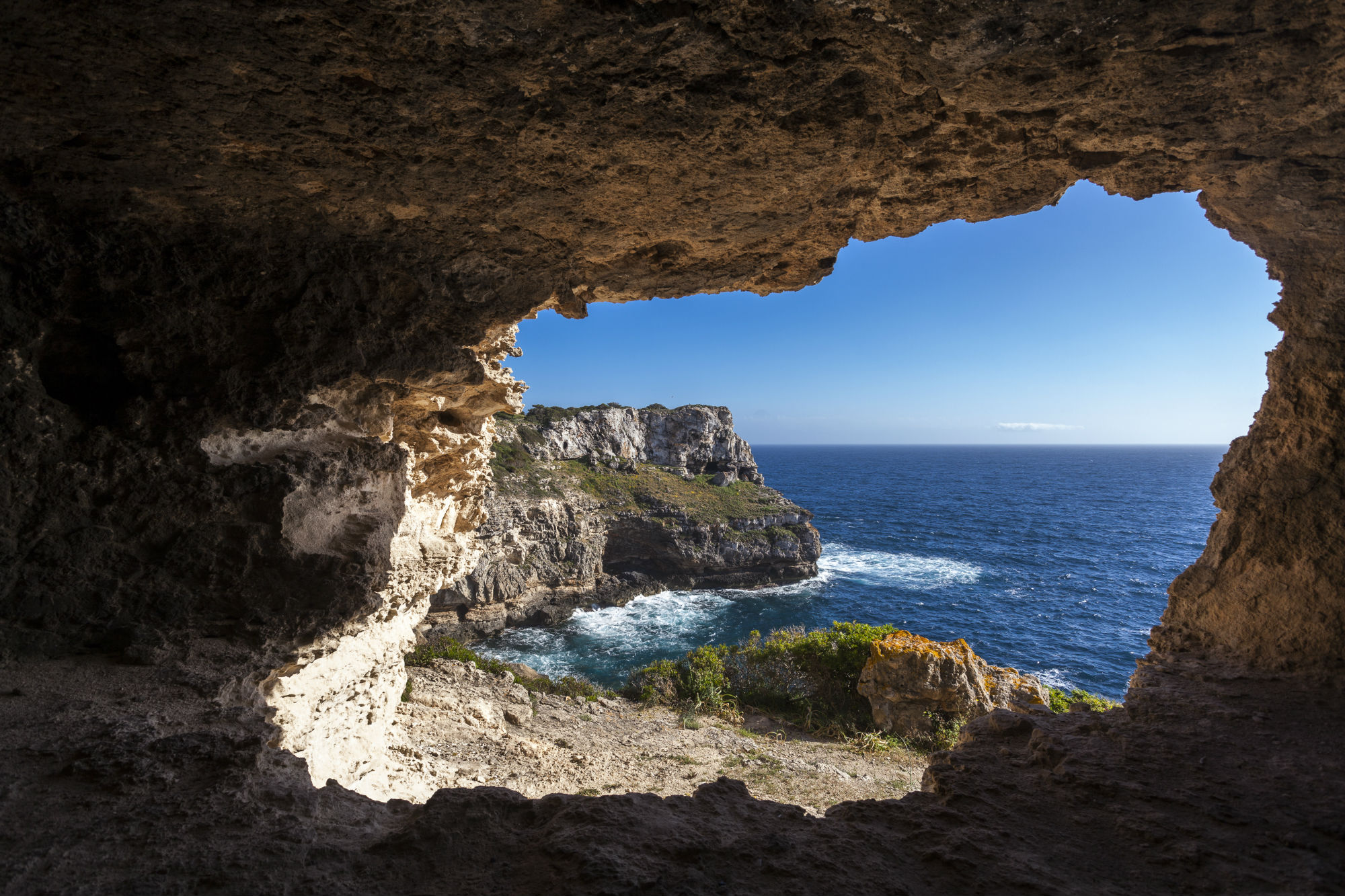
Vista des de l'interior d'un dels hipogeus

Durant una de les campanyes d'excavació es van localitzar les restes d'una construcció del segle xviii, superposada a les restes de l'edat del bronze.
Està documentat amb testimonis orals que aquest lloc va ser utilitzat també durant la Guerra Civil Espanyola de 1936-1939. Durant la campanya d'excavació de novembre de 2010, es va excavar aquest recinte i a l'angle nord-est es va descobrir una llar o fogó de dimensions reduïdes, en el qual segurament s'utilitzaven brases en lloc de foc. També van aparèixer restes de morter en una de les parets, per la qual cosa cal suposar que l'interior de l'edifici estava enlluït, així com restes d'atuells de ceràmica, que es van fragmentar amb l'enfonsament de la teulada de l'edifici.

## Intervencions arqueològiques
Des de 1997 fins a 2012 s'han succeït una sèrie d'excavacions arqueològiques per part de l'equip del Museu de Menorca i d'un equip universitari de Sardenya, especialment de la Universitat de Càller.